# Marius von Mayenburg
Marius von Mayenburg (1972, em Munique) é um autor, dramaturgo, tradutor e diretor de teatro alemão. 

## Biografia
Trabalha desde 1999 na Schaubüehne am Lehniner Platz em Berlim, juntamente com Thomas Ostermeier, como autor e dramaturgo residente, tradutor e, desde 2001, também como co-diretor. Suas peças têm sido encenadas por diretores teatrais de renome, tais como o já citado Thomas Ostermeier, Luc Perceval, e outros. 
Escreveu as peças Haarmann, Messerhelden, Fräulein Danzer, Monsterdämmerung e Feuergsicht. 

## Prémios
Em 1997, com o texto Feuergsicht (Cara de Fogo), recebeu o Prêmio Kleist de dramaturgia jovem, bem como um prêmio da Fundação de Autores (Autorenstiftung) de Frankfurt. 